# Сокольники (Ґарволінський повіт)
Сокольники (пол. Sokolniki) — село в Польщі, у гміні Желехув Ґарволінського повіту Мазовецького воєводства.
Населення — 106 осіб (2011).
У 1975-1998 роках село належало до Седлецького воєводства.

## Демографія
Демографічна структура станом на 31 березня 2011 року:
|          | Загалом | Допрацездатний вік | Працездатний вік | Постпрацездатний вік |
| -------- | ------- | ------------------ | ---------------- | -------------------- |
| Чоловіки | 59      | 16                 | 36               | 7                    |
| Жінки    | 47      | 13                 | 25               | 9                    |
| Разом    | 106     | 29                 | 61               | 16                   |